# Municipio de Roulette
El municipio de Roulette (en inglés, Roulette Township) es un municipio ubicado en el condado de Potter, Pensilvania, Estados Unidos. Según el censo de 2020, tiene una población de 1099 habitantes.

## Geografía
Está ubicado en las coordenadas 41°46′32″N 78°8′32″O / 41.77556, -78.14222 (41.77549, -78.142235).

## Demografía
Según la Oficina del Censo, en 2000 los ingresos medios de los hogares eran de $30,242 y los ingresos medios de las familias eran de $34,297. Los hombres tenían unos ingresos medios de $30,541 frente a $19,940 para las mujeres. Los ingresos per cápita eran de $14,340. Alrededor del 11.1% de la población estaba por debajo del umbral de pobreza.
De acuerdo con la estimación 2016-2020 de la Oficina del Censo, los ingresos medios de los hogares son de $53,000 y los ingresos medios de las familias son de $61,528. Alrededor del 10.6% de la población está por debajo del umbral de pobreza.